# 29-я церемония «Грэмми»
29-я церемония вручения премий «Грэмми» состоялась 24 февраля 1987 года в Shrine Auditorium, Лос-Анджелес.

## Основная категория
Запись года
- Russ Titelman (продюсер) & Стив Уинвуд за песню «Higher Love»

Альбом года
- Пол Саймон за альбом «Graceland»

Песня года
- Берт Бакарак и Кэрол Байер Сейджер (авторы) за песню «That's What Friends Are For» в исполнении Дайон Уорвик, Элтон Джон, Глэдис Найт & Стиви Уандер

Лучший новый исполнитель
- Bruce Hornsby & the Range (другие номинанты: Glass Tiger, Nu Shooz, Simply Red, Timbuk3)

## Классическая музыка
Лучший классический альбом
- Thomas Frost (продюсер) & Владимир Горовиц за альбом Horowitz — The Studio Recordings, New York, 1985

## Поп
Лучшее женское вокальное поп-исполнение
- Барбра Стрейзанд — «The Broadway Album»

Лучшее мужское вокальное поп-исполнение
- Стив Уинвуд — «Higher Love»

## R&B
Лучшее женское вокальное R&B-исполнение
- Анита Бейкер — «Rapture»

Лучшее мужское вокальное R&B-исполнение
- Джеймс Браун — «Living in America[англ.]»

## Рок-музыка
Лучшее женское вокальное рок-исполнение
- Тина Тёрнер — «Back Where You Started»

Лучшее мужское вокальное рок-исполнение
- Роберт Палмер — «Addicted to Love»

Лучшее вокальное рок-исполнение дуэтом или группой
- Eurythmics — «Missionary Man»

Лучшее инструментальное рок-исполнение
- Art of Noise & Дуэйн Эдди — «Peter Gunn»

## Джаз
Лучшее мужское джаз-исполнение
- Бобби Макферрин — «Round Midnight»

## Кантри
Лучшее женское кантри-исполнение
- Риба Макинтайр — «Whoever’s in New England»

Лучшее мужское кантри-исполнение
- Ронни Милсап — «Lost in the Fifties Tonight»

Лучшее вокальное исполнение кантри дуэтом или группой
- The Judds — «Grandpa (Tell Me 'Bout the Good Old Days)»

Лучшее инструментальное исполнение кантри
- Рики Скэггс — «Raisin' the Dickins»

Лучшая кантри-песня
- Jamie O’Hara (автор) — «Grandpa (Tell Me 'Bout the Good Old Days)» (The Judds)

## Музыкальное Видео
Лучшее короткое музыкальное видео
- Dire Straits — «Dire Straits — Brothers in Arms»

Лучшее длинное музыкальное видео
- Michael Apted (режиссёр) & Стинг — «Bring on the Night»